# Mamer (Sänger)
Mamer (chinesisch 马木尔 / 马木尔江, Pinyin Mǎmùěr jiāng; * 20. Jahrhundert in Xinjiang) ist ein chinesischer Sänger und Dombra-Spieler kasachischer Herkunft.

## Leben und Wirken
Mamer wuchs in Xinjiang auf, als eines von zehn Kindern. Das Spielen der zweisaitigen Dombra gehörte von Kindheit an zum Alltag. Die Musikuniversität in Ürümqi brach er ohne Abschluss ab. Mamer interpretiert eine moderne Form der in Zentralasien unter den Nomaden verbreiteten Grasland-Musik. Typische Instrumente sind Flöte, Maultrommel, Kobys, Shelter-Bass, Stachelgeige und Dombra. Mamer lebt seit 2002 halbjährlich abwechselnd in der nordchinesischen Steppe und in Peking. Zu seinen musikalischen Inspirationsquellen gehören King Crimson, Television, und Pink Floyd. Mamer legte bislang zwölf Alben vor.

## Diskografie
- 2009: Eagle (Real World Records)
- 2012: Toperak (Old Heaven Books)
- 2012: Kêngistik (Old Heaven Books)
- 2012: Kaytalaw (Old Heaven Books)
- 2012: Əjim
- 2016: Deykan (Modern Sky)
- 2017: Baska
- 2017: Ruins Alone (Old Heaven Books)
- 2017: Orke
- 2018: Wild West Adventure (mit Tatsuya Yoshida, Badhead)
- 2020: Faintish Radiation
- 2022: 大感情 (Badhead)